# Lijst van voetbalinterlands Malediven - Mongolië
Deze lijst van voetbalinterlands is een overzicht van alle officiële voetbalinterlands tussen de nationale teams van de Malediven en Mongolië. De landen hebben tot nu toe twee keer tegen elkaar gespeeld. De eerste ontmoeting, een kwalificatiewedstrijd voor het Wereldkampioenschap voetbal 2006, werd gespeeld in Ulaanbaatar op 29 november 2003. Het laatste duel, de returnwedstrijd in dezelfde kwalificatiereeks, vond plaats op 3 december 2003 in Malé.

## Wedstrijden
| № | Plaats      | Datum            | Competitie           | Wedstrijd            | Uitslag |
| - | ----------- | ---------------- | -------------------- | -------------------- | ------- |
| 1 | Ulaanbaatar | 29 november 2003 | WK 2006 kwalificatie | Mongolië − Malediven | 0 − 1   |
| 2 | Malé        | 3 december 2003  | WK 2006 kwalificatie | Malediven − Mongolië | 12 − 0  |

## Samenvatting
| Competitie      | Totaal gespeeld | Winst Malediven | Gelijk | Winst Mongolië | Doelsaldo Malediven – Mongolië |
| --------------- | --------------- | --------------- | ------ | -------------- | ------------------------------ |
| WK-kwalificatie | 2               | 2               | 0      | 0              | 13 − 0                         |
| Totaal          | 2               | 2               | 0      | 0              | 13 − 0                         |

FAM · A-internationals · Maldivisch vrouwenelftal
1980 - 1989 · 
1990 - 1999 · 
2000 – 2009 · 
2010 – 2019 ·
2020 − 2029
Afghanistan ·
Bahrein ·
Bangladesh ·
Bhutan ·
Brunei ·
Cambodja ·
China ·
Comoren ·
Filipijnen ·
Guam ·
Hongkong ·
India ·
Indonesië ·
Iran ·
Jemen ·
Kirgizië ·
Laos ·
Libanon ·
Maleisië ·
Mauritius ·
Mongolië ·
Myanmar ·
Nepal ·
Oezbekistan ·
Oman ·
Pakistan ·
Palestina ·
Qatar ·
Seychellen ·
Singapore ·
Sri Lanka ·
Syrië ·
Tadzjikistan ·
Thailand ·
Turkmenistan ·
Vietnam ·
Zuid-Korea
MFF · Mongolisch vrouwenelftal
Interlands
Tegenstander:
Afghanistan ·
Azerbeidzjan ·
Bangladesh ·
Bhutan ·
Brunei ·
Cambodja ·
Filipijnen ·
Georgië ·
Guam ·
Hongkong ·
India ·
Japan ·
Jemen ·
Kirgizië ·
Koeweit ·
Laos ·
Libanon ·
Macau ·
Malediven ·
Maleisië ·
Mauritius ·
Myanmar ·
Noord-Korea ·
Oezbekistan ·
Oost-Timor ·
Palestina ·
Saoedi-Arabië ·
Singapore ·
Sri Lanka ·
Tadzjikistan ·
Taiwan ·
Tanzania ·
Vanuatu ·
Vietnam ·
Zuid-Korea